# Mirax leucopterae
Mirax leucopterae är en stekelart som beskrevs av Wilkinson 1936. Mirax leucopterae ingår i släktet Mirax och familjen bracksteklar. Inga underarter finns listade i Catalogue of Life.